# Ratpenat soprano
El ratpenat soprano (Pipistrellus pygmaeus), conegut també amb el nom de pipistrel·la nana és una espècie nana de ratpenat.
Fou identificada com a espècie separada de la pipistrel·la (Pipistrellus pipistrellus) l'any 1999.